# 富永千浩
富永 千浩（とみなが ちひろ、1986年7月29日 - ）は、日本の男性プロレスラー。リングネームはパンチ富永（パンチとみなが）。東京都出身。DRAGON GATE所属。血液型B型。

## 経歴
- 2011年9月7日、「武勇伝」新木場1stRING大会における対南野タケシ&トマホークT.T組戦（パートナーは渡辺陽介）にてデビュー。
- 入門からデビューまでの期間が比較的短いドラゴンゲートにおいて、デビューを果たしたのは入門から5年目である。
- デビューしてから第0試合（開始前）や第一試合、NEXなどで試合を行っていたが、当時の土井成樹・Kzy・谷嵜なおき組のトライアングルゲート王座に土井ダーツ（土井成樹考案・ダーツにて挑戦者を決定）にて、いきなり挑戦したりしていた（パートナーはGamma、しゃちほこマシン）が、以後は二代目超神龍（現：問題龍）に絡まれる事が多くなり抗争に発展。二代目超神龍のヒールターン後に、頭髪の薄さを指摘され髪の毛を切られるなどされていた。富永は問題龍と確執・抗争が始まり、自身に入場曲が無い事をあげ、「シングルで勝ったら入場曲をよこせ」と入場曲を掛けたシングルマッチを要求。それに対し、「負けたら坊主＆『ハゲ永千浩』に改名」を付けられ、団体では初のカベジェラ&ノンブレ・コントラ・ムシカを行った。結果は富永の勝利だったが「入場曲はいらない、その代わりふさわしい選手に」と三代目超神龍をデビューさせた。
- 2012年4月19日、鷹木信悟、YAMATOの新ユニット「暁 〜AKATSUKI〜」結成に際し、三代目超神龍とともに参加。
- 2014年7月3日、パンチパーマ・コントラ・パンチパーマで“ミスター・ハイテンション"琴香に敗れパンチパーマになる。メインの試合中にDr.マッスルとして登場しMAD BLANKEYの勝利に貢献しMAD BLANKEY入りする。さらにリングネームをパンチ富永に改名。
- 7月20日、神戸ワールド大会ではMBのロゴが入ったネクタイとYシャツを着て登場。ポケットに手を突っ込み顔面蹴りを決めると言うふてぶてしいファイトを見せ椅子などを使用し結果は反則負けとなった。
- 8月5日、散々バカにされてきた先輩の鷹木信悟と対戦が決定。メリケンサックを使用し反則負けとなる。
- 8月17日、パンチパーママッチを勝手に決定させたCIMAをターゲットにしてノールールマッチで対戦し椅子を使ったケンカキックで大金星を挙げる。
- 9月9日、後楽園ホール大会でドン・フジイとのシングルが決定。入場曲が鳴り終わるまで入場してこないというふてぶてしい一面なども見せ最後は一斗缶を使い反則負け。
- 9月18日、兵庫県立文化体育館大会からYAMATOの手鏡を使って試合中にパンチパーマをくしを使ってセットをはじめるなど様々なアピールを見せつける。
- 9月27日、カデナアリーナ大会以降Yシャツから黄色と黒のMBカラーのアロハシャツを身にまとうようになる。
- 10月9日、後楽園ホール大会でリョーツ清水とシングルを行う。試合はPTキックでリョーツに勝利し試合後はリョーツのズボンを強奪する。
- 11月16日、延岡大会でパンチになって初のオープン・ザ・トライアングルゲートに挑戦。YAMAコンタッグと挑戦するも敗北。
- 12月28日、福岡大会でオープン・ザ・ブレイブゲートに挑戦。王者のフラミータのマスクを剥ぎ反則負けとなってしまう。
- 2015年9月3日、新ユニットVerserKの鷹木信悟の付き人となる。
- 10月4日、博多大会で鷹木にPTキックを決めて裏切る。その後、新ユニットOVER GENERATIONに加入。
- 12月27日、土井成樹とYAMATOの持つ、オープン・ザ・ツインゲート統一タッグ王座にGammaと挑戦するも、敗北。
- その後は本戦にほとんど出場せず、音響として活動していた。
- 9月29日、エル・リンダマンに負けた後、「髪切りマッチ」では無かったのにも関わらず、T-Hawkに髪を切られ丸坊主になる。
- 2017年2月5日、VerserKに加入。
- 12月23日、VerserKから追放。
- 2018年3月3日、神田裕之からオープン・ザ・ブレイブゲート王座を獲得。デビューから6年6ヶ月、ようやくタイトルを獲得した。しかし、3月21日の和歌山大会の防衛戦でノーコンテストの末タイトルがコミッショナー預かりとなってしまい、ふたたび無冠となってしまった。
- 4月1日、ブレイブゲートのベルト奪還を目指して王者決定トーナメントにエントリーするも、1回戦で神田に敗北。
- 2020年10月11日、チームボクに加入。

## 得意技
- PTキック

現在の富永のフィニッシュ技。体を激しく震わせてから相手の顔面を足の裏で蹴りあげるケンカキックのような蹴り技。その独特な動きと現在の富永の風貌も相まって、見た目はやや不気味な部分もあるが、パイプ椅子を相手の顔に据えてから放つなどのバリエーションもあり、この技でCIMAから大金星をあげたこともある。しかし、決める前に体を激しく震わせるので肝心の蹴りが避けられる事が多い。
- 監獄固め

試合中盤に見せる関節技。ポケットに手を入れたまま決めると突然滾りブリッジをしながら決め相手に大ダメージを与える。
- 凶器攻撃

ヒール時代に使用。主にイス・メリケンサック・手錠・ネクタイでの首絞めなど。8月31日の博多大会からは黄色い一斗缶も使用する。
- 飛びつき式腕十字固め

投げ技や空中技をフィニッシュホールドとするレスラーがほとんどのドラゴンゲート内では珍しい関節技のフィニッシュホールド。パンチ富永になってからは使用していなかったがベビーターン後、タイトルマッチや大一番で解禁している。
- パンチクラッチ

2018年より使用中の上記の飛びつき式腕十字固めを仕掛けてから抑え込む新必殺技。この技で初のタイトル獲得に成功した。
- 二段式ムーンサルトプレス

空中技で最も得意にしている。ジャンプしてセカンドロープに着地した後にトップロープにジャンプしてから放つ。宍戸幸之が使用していた月面宙返りと同型。
- ラ・ケブラーダ
- PTミサイルキック

セカンドコーナーから放つミサイルキック。ポケットに手を突っ込んで、「PT！ミサイルキック‼︎」と叫んでから放つ為、避けられやすいのだが、叫ばずに放つトップコーナーからのミサイルキックは普通に当たる。
- ロケットパンチ

エプロンからトップロープとセカンドロープの間を飛び越えてヘッドバットを仕掛ける技。主にトペやランニング技を仕掛ける相手へのカウンターで使用する。このパンチはパンチパーマのパンチであり拳ではない。鷹木曰く、「硬くて痛い」らしい。
- STO

## タイトル歴
DRAGON GATE
- オープン・ザ・ブレイブゲート王座
- オープン・ザ・トライアングルゲート王座

琉球ドラゴンプロレスリング
- 御万人王座「双琉王」

## エピソード
- 入門してから5年目でデビューと、比較的デビューが早い団体内では遅いデビューとなった。
- 練習生期間中も鷹木などのブログに頻繁に出ていた。
- 練習生期間中、鷹木らがブログなどで取り上げてくれたおかげか、地方興行などでも会場運営を行っていると「トミー」とファンから声をかけられ「日本一有名な練習生」といわれた事もある。
- とにかくいろんな選手からハゲをいじられる。しかし最近、パンチパーマをし過ぎたせいかどんどんおでこが広くなっていき色んな選手におでこを攻撃されていたりとかする。
- パンチパーマ姿をバカにした鷹木、安易にパンチパーママッチを用意したCIMAを恨んでいる。
- マッドブランキーの面々にはPTと呼ばれている。
- ドラゴンゲートで美容院を利用する選手の中では一番散髪費が高くパンチパーマをかけるのに8000円かかっているという。
- ヒールターン後は、入場曲がHOT OCEANからMAD BLANKEYの入場曲のNOTHING TO LOSEに変更された。
- 福岡(博多)を第2の故郷としており、遠征の際にはよく楽しみにしている。また福岡好きをよく鷹木信悟に弄られている。
- NATURAL VIBES加入後は入場ダンスにおいてキレのあるダンスを披露している(ポジションも基本はフロントである)。また彼の実家はダンス教室をひらいている。